# Eukoebelea australiensis
Eukoebelea australiensis är en stekelart som först beskrevs av William Harris Ashmead 1904.  Eukoebelea australiensis ingår i släktet Eukoebelea och familjen fikonsteklar. Inga underarter finns listade i Catalogue of Life.